# Happy People (Prince Ital Joe & Marky Mark)
Happy People is een nummer van de Amerikaanse dj's Prince Ital Joe en Marky Mark uit 1993. Het is de eerste single van hun gezamenlijke studioalbum Life in the Streets.
"Happy People" is, zoals de naam al aangeeft, een vrolijk eurodancenummer. Ook kent het nummer invloeden uit de reggae. Het nummer behaalde geen hitlijsten in de Verenigde Staten, het thuisland van zowel Prince Ital Joe en Marky Mark, maar werd wel een hitje in Zweden, Finland en het Duitse taalgebied. In het Nederlandse taalgebied bereikte het nummer ook geen hitlijsten.